# أولاف مارشال
أولاف مارشال (بالألمانية: Olaf Marschall)‏ (مواليد 19 مارس 1966) هو لاعب كرة قدم. يلعب مع منتخب ألمانيا لكرة القدم. سبق له أن لعب في كأس العالم لكرة القدم مع منتخب بلاده.

## مسيرته الكروية
لعب أولاف مارشال خلال مسيرته الاحترافية مع 4 أندية في تسعة عشر موسمًا وسجل خلالها 153 هدف ضمن 425 مباراة. حيث فاز في ثلاثة مواسم بالكأس وفي موسم واحد بالدوري.
خاض أولاف مارشال مسيرته مع نادي لوكوموتيف لايبزيغ في موسم 1983–84 ليلعب معه سبعة مواسم، مشاركًا في 135 مباراة سجل خلالها 43 هدفًا. ثم انتقل إلى نادي أدميرا فاكر مودلينغ في موسم 1990–91 واستمر معه طيلة ثلاثة مواسم، حيث شارك في 98 مباراة سجل خلالها 40 هدف. لينتقل بعدها إلى نادي دينامو درسدن في موسم 1993–94 لمدة موسم واحد، مشاركًا في 32 مباراة سجل خلالها 11 هدفًا. ثم انتقل إلى نادي كايزرسلاوترن في موسم 1994–95 ليلعب معه ثمانية مواسم، مشاركًا في 160 مباراة سجل خلالها 59 هدفًا.

## روابط خارجية
- أولاف مارشال على موقع الاتحاد الدولي (مؤرشف)  (الإنجليزية)
- أولاف مارشال على موقع قاعدة بيانات كرة القدم.إي يو (الإنجليزية)
- أولاف مارشال على موقع بيانات كرة القدم. دي إي (الألمانية)
- أولاف مارشال على موقع ناشيونال فوتبول تيمز (الإنجليزية)
- أولاف مارشال على موقع عالم كرة القدم.نت (الإنجليزية)